# خانه‌های بریم شماره ۵۷
خانه‌های بریم شماره۵۷ مربوط به دوره پهلوی دوم است و در آبادان، منطقه مسکونی بریم، پلاک ۵۷ واقع شده و این اثر در تاریخ ۳۰ بهمن ۱۳۸۶ با شمارهٔ ثبت ۲۱۲۱۱ به‌عنوان یکی از آثار ملی ایران به ثبت رسیده است.